# Francisco Bobadilla
Francisco Bobadilla (falecido a 29 de agosto de 1529) foi um prelado católico romano que serviu como bispo de Salamanca (1510–1529) e bispo de Ciudad Rodrigo (1509–1510).

## Biografia
Nascido em Segóvia, no dia 22 de janeiro de 1509, Francisco Bobadilla foi escolhido pelo rei da Espanha e confirmado pelo papa Júlio II como bispo de Ciudad Rodrigo. A 18 de novembro de 1510 foi nomeado pelo Rei da Espanha e confirmado pelo Papa Júlio II como Bispo de Salamanca. Serviu como Bispo de Salamanca até à sua morte no dia 29 de agosto de 1529. Enquanto Bispo, foi o principal consagrador de Vicente de Peraza, Bispo do Panamá (1521).